# Vino aromatizzato
I vini aromatizzati sono quei vini speciali di gradazione alcolica non inferiore al 16% e non superiore al 21% in volume, costituiti in prevalenza da un vino addizionato o no di alcol e di saccarosio (principale componente dello zucchero da tavola), nonché di sostanze autorizzate (principalmente amare o aromatiche) tali da conferire al prodotto particolari odori e sapori estranei al vino.

L'aromatizzazione dei vini è un procedimento molto antico, nato con lo scopo sia di facilitare la conservazione dei vini, sia di migliorare il gusto di vini di qualità mediocre o di adattare il gusto del vino ai gusti dell'epoca.

I Greci e i Romani aromatizzavano i loro vini in varie maniere:
- aggiungendo all'interno delle anfore che contenevano i vini della resina vegetale
- mescolando al vino spezie o sostanze aromatiche
- mescolando al vino acqua marina

Tra i vini aromatizzati più conosciuti ricordiamo:
- il Vermut, che è ottenuto aggiungendo ad un vino bianco dell'Assenzio maggiore (nome scientifico Artemisia absinthium L.) una pianta della famiglia delle Compositae
- il Barolo chinato, che è ottenuto aggiungendo al vino Barolo della corteccia di China calissaia e di altre piante officinali
- il vino aromatizzato con uova o all'uovo che è ottenuto aggiungendo rispettivamente al vino tuorlo d'uovo o sostanze naturali estratte dal tuorlo d'uovo
- il Retsina un vino greco bianco o rosato, che è ottenuto aggiungendo al mosto, durante la fermentazione, della resina di pino